# Igor Filippov
Pour les articles homonymes, voir Filippov.
Igor Vladimirovitch Filippov (en russe : Игорь Владимирович Филиппов) est un joueur russe de volley-ball né le 19 mars 1991. Il mesure 2,08 m et joue central.

## Clubs
| Club                   | De        | À         |
| ---------------------- | --------- | --------- |
| Iaroslavitch Iaroslavl | 2009-2010 | 2012-2013 |
| Dinamo Moscou          | 2013-2014 | ...       |

## Palmarès

### Club et équipe nationale
- Championnat du monde des moins de 21 ans (1)
  - Vainqueur : 2011
- Championnat d'Europe des moins de 21 ans (1)
  - Vainqueur : 2010

### Distinctions individuelles
- Meilleur contreur du Championnat d'Europe des moins de 19 ans 2009
- Meilleur joueur et meilleur contreur du Championnat d'Europe des moins de 21 ans 2010
- Meilleur contreur du Championnat du monde des moins de 21 ans 2011